# Robert Edmond Grant

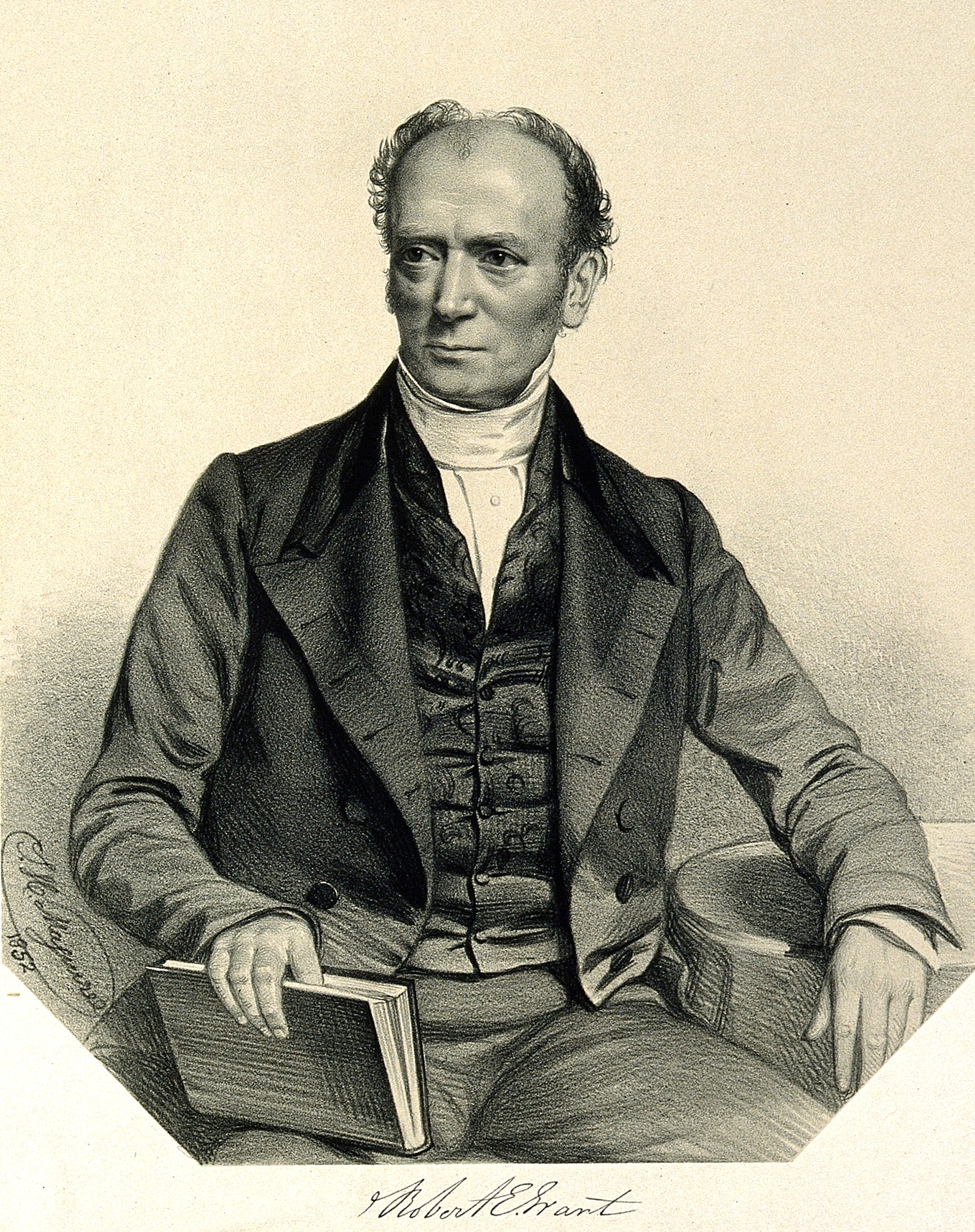
Robert Edmond Grant im Alter von etwa 59 Jahren.

Robert Edmond Grant (* 11. November 1793 in Edinburgh; † 23. August 1874 in London) war ein schottischer Zoologe und vergleichender Anatom. Nach seinem Abschluss als Doktor der Medizin unternahm Grant eine ausgedehnte Studienreise durch Europa, während der er Georges Cuvier, Étienne Geoffroy Saint-Hilaire und Jean-Baptiste de Lamarck kennenlernte, deren Ideen ihn nachhaltig beeinflussten. Während seiner Lehrtätigkeit in Edinburgh begeisterte er Charles Darwin für das Studium der Wirbellosen und machte ihn mit Lamarcks Gedanken über die Veränderung der Arten bekannt.
Ab 1827 war Grant der erste Professor für Zoologie und vergleichende Anatomie am neu gegründeten University College London, an dem er bis zu seinem Tod lehrte. In London war Grant während der 1830er und 1840er Jahre der Hauptvertreter eines auf Lamarcks Ansichten beruhenden Evolutionsgedankens sowie ein bedeutender Unterstützer der radikalen politischen Bewegung innerhalb der medizinischen Gemeinschaft.

## Leben und Wirken

### Ausbildung
Robert Edmond Grant war der siebente Sohn von insgesamt 14 Kindern von Alexander Grant († 1808). Seine erste Ausbildung erfolgte durch den Privatlehrer der Familie. Von 1803 an lernte er für vier Jahre an der Royal High School in Edinburgh, wo er anfangs in Englisch, Latein, Griechisch, Geografie und Geschichte unterrichtet wurde. Später kamen Mathematik und Französisch dazu. Alexander Tweedie (1794–1884) war zu dieser Zeit einer seiner Mitschüler. Wenige Monate nach dem Tod seines Vaters im Jahr 1808 belegte er die Literaturklasse an der Universität Edinburgh. Im darauf folgenden Jahr besuchte er die Chemievorlesungen von Thomas Charles Hope und die über Anatomie bei Alexander Monro III. (1773–1859). In den vier daran anschließenden Jahren konzentrierte Grant sich auf das Studium der Medizin. John Thomson (1765–1846) unterwies ihn in Chirurgie und John Gordon (1786–1818) in Anatomie und Physiologie. 1810 wurde Grant Schüler an der Royal Infirmary of Edinburgh, wo er im Sommer Vorlesungen von Robert Jameson über Naturgeschichte hörte. Ein Jahr später wurde er Mitglied der Edinburgh Medico-Chirurgical Society (Präsident 1812) und der Royal Medical Society in Edinburgh (Präsident 1814). Am 3. Mai 1814 erhielt Grant das Diplom für Chirurgie des Royal College of Surgeons of Edinburgh und am 24. Juni desselben Jahres graduierte er an der Universität Edinburgh als Doktor der Medizin mit einer Arbeit über den Blutkreislauf im Fetus.

### Studien in Europa
Nach Abschluss seines Studiums beschloss Grant seine Kenntnisse durch einen längeren Aufenthalt in Europa zu vervollkommnen. Über London reiste er nach Paris, wo er den Winter 1815/16 verbrachte. Am Jardin des Plantes hörte Grant Vorlesungen über vergleichende Anatomie von Henri Marie Ducrotay de Blainville, über Geologie von Barthélemy Faujas de Saint-Fond, über Mineralogie von René-Just Haüy, an der École de Médecine von André Marie Constant Duméril, Anthelme Louis Claude Marie, Baron von Richerand (1779–1840) sowie am Institut de France Vorlesungen von Georges Cuvier. Während dieser Zeit kam er erstmals mit Étienne Geoffroy Saint-Hilaire, Jean-Baptiste de Lamarck und Pierre André Latreille in Kontakt. Zu seinen Mitstudenten gehörte Thomas Addison.
Nach dem Winter bereiste Grant Frankreich und hielt sich für neun Monate in Rom auf, um die italienische Sprache zu erlernen. In Rom besuchte er Vorlesungen für vergleichende Anatomie von Luigi Metaxa (1778–1842) an der Universität La Sapienza und weitere an der Spedale dello Santo Spirito. Weitere neun Monaten seiner Italienreise führten ihn durch Florenz, wo er drei Monate blieb, Pisa, Padua und Pavia. An der Mittelmeerküste bei Livorno, Genua und Venedig untersuchte er Meerestiere. Über Genf kehrte Grant Ende 1817 nach Paris zurück.
Dort angekommen beschloss Grant bald darauf, nach Dresden zu gehen, um sich die deutsche Sprache anzueignen. Er kam Ende Januar 1818 in Dresden an und blieb für 14 Monate in Deutschland. Im März 1819 verließ er Sachsen, hielt sich kurz in Prag und über zwei Monate in Wien auf. Nach einem Monat, den er in München zubrachte, wanderte Grant drei Monate lang durch Tirol und die Schweiz und gelangte schließlich über Grenoble und Avignon in den Süden von Frankreich, wo er Ende Oktober 1819 in Montpellier eintraf. Während seiner Wanderungen studierte Grant die naturkundlichen Sammlungen in den von ihm besuchten Orten und war Hörer an den örtlichen Universitäten.
Von Montpellier aus kehrte Grant erneut nach Paris zurück, das er auch in späteren Lebensjahres regelmäßig aufsuchte. Den Winter von 1820 verbrachte er in London, wo er mit Jamesons Unterstützung in die Linnean Society of London aufgenommen wurde. Ende des Jahres kehrte Grant schließlich in seine Heimatstadt Edinburgh zurück.

### Wissenschaftliche Anerkennung

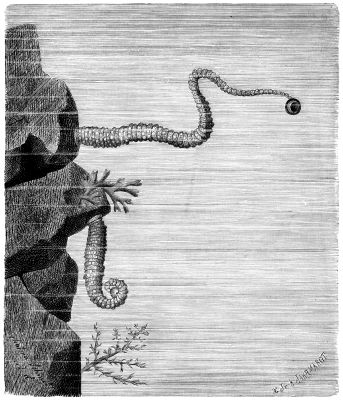
Pontobdella muricata

Nach seiner Rückkehr praktizierte Grant zunächst als Arzt, da er später als Dozent für vergleichende Anatomie arbeiten wollte. 1821 gehörte er zu den Mitbegründern der Medico-Chirurgical Society of Edinburgh und wurde Lizenziat des Royal College of Physicians of Edinburgh (zu dessen Fellow er im Februar 1827 gewählt wurde).
Unter dem Eindruck von Cuviers Arbeiten wandte sich Grant der Anatomie der Wirbellosen zu, die er in unmittelbarer Nähe im Firth of Forth reichlich fand. 1822 hatte Grant für seinen persönlichen Gebrauch eine Übersetzung von Cuviers Le Règne Animal fertiggestellt und auf Anraten von Jameson mit einer Übersetzung von Johann Friedrich Meckels Werk System der vergleichenden Anatomie begonnen. 1824 bat John Barclay (1758–1826), den im Januar zum Fellow der Royal Society of Edinburgh gewählten Grant, in seinem an der Universität gehaltenen über Kurs die Vorlesungen über den Aufbau der Wirbellosen zu übernehmen. Regelmäßig im Herbst führte Grant an den Küsten von Schottland und Irland sowie deren angrenzenden Inseln zoologische und zootomische Untersuchungen durch, die ab 1825 zu zahlreiche Veröffentlichungen im Edinburgh Philosophical Journal und im Edinburgh New Philosophical Journal über Schwämme führten. Einige dieser Arbeiten erlangten in Europa Anerkennung und wurden ins Französische übersetzt.
Im November 1826 wurde Grant in den Rat der Wernerian Natural History Society gewählt. Etwa zu dieser Zeit unternahm der in Edinburgh studierende Charles Darwin gemeinsam mit Grant Exkursionen zum Firth of Forth. Darwin machte Grant auf seine Beobachtungen über die „Eier“ von Pontobdella muricata aufmerksam, die Grant veröffentlichte und Darwins Urheberschaft namentlich erwähnte.
Als der Lehrstuhl für Zoologie und vergleichende Anatomie der neu gegründeten University of London vergeben werden sollte, empfahlen Robert Jameson, David Brewster, Alexander Monro und andere Grant für diese Position. Lord Brougham nominierte Grant daraufhin offiziell für diesen Posten.

### Professor am University College London

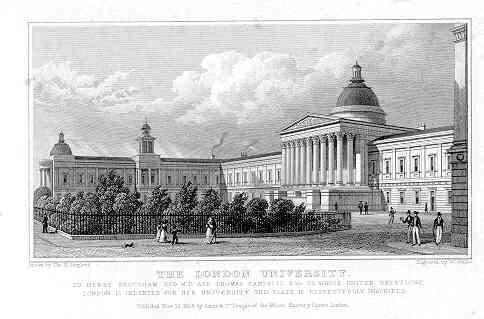
The London University um 1827/28 auf einer Zeichnung von Thomas H. Shepherd.

Im Juni 1827 wurde Grant auf den Lehrstuhl für Zoologie und vergleichende Anatomie berufen. Er zog nach London und gründete das als Lehrsammlung konzipierte Museum of Zoology and Comparative Anatomy der Universität. In seiner Antrittsvorlesung am 23. Oktober 1828 referierte er über das Tierreich. Bereits im ersten, bis Ende Juli 1829 dauernden, Vorlesungsjahr hielt Grant 158 Vorlesungen. In den folgenden Jahren stieg die Zahl der von ihm gehaltenen Vorlesungen auf weit über 200 jährlich an.
Im November 1828 wurde Grant Mitglied der Zoological Society of London und im Mai 1830 Mitglied der Geological Society of London. 1829 wählt ihn die Linnean Society in ihren Rat. 1832 wurde er erstmals in den Rat der Geological Society gewählt. Da es an der Universität noch keinen Lehrstuhl für Geologie an der Universität gab, initiierte Grant Vorlesungen über den Zusammenhang von Geologie und Fossilienkunde. Edward Turner referierte über Stratigraphie, John Lindley über fossile Pflanzen und er selbst über fossile Tiere.
Neben seinen Universitätsverpflichtungen hielt Grant zahlreiche Vorträge. Am 15. Januar 1833 begann er vor den Mitgliedern der Zoological Society einen 40 Vorlesungen umfassenden Kurs über den Aufbau und die Klassifikation der Tiere. Im selben Jahr wurde er in den Rat der Zoological Society gewählt. Das Gebaren anderer Ratsmitglieder veranlasste Grant dazu, dass er zeitweilig keine Beiträge mehr für die Proceedings der Gesellschaft schrieb, sondern seine 60-teilige Folge der Lectures on Comparative Anatomy and Animal Physiology in der Zeitschrift The Lancet veröffentlichte. Von April bis Juni 1834 hielt er vor der Royal Institution of Great Britain Vorlesungen zum Thema On the Structure, Classification, and History of the Invertebrated Classes of the Animal Kingdom. Anfang 1834 und im Februar 1835 gab er Kurse über menschliche Physiologie, in die er galvanische Experimente und mikroskopische Beobachtungen mit einbezog.
1835 trat Grant der Entomological Society of London bei. Am 4. Februar 1836 wurde er in die Royal Society aufgenommen. Von 1837 bis 1840 hielt Grant als Fuller–Professor für Physiologie und vergleichende Anatomie am Royal Institution of Great Britain, drei Kurse über die nutritive, motorische und sensorische Funktionen der Tiere. Am British and Foreign Institute gab er zwei Kurse über Strahlentiere (Radiata), die im ersten Band der Transactions der Gesellschaft veröffentlicht wurden. 1842 identifizierte und katalogisierte Grant die Überreste von wenige Jahre zuvor in Nordamerika gefundene Mastodonten. Sein über 200-seitiges Manuskript wurde jedoch auf Grund seines Umfangs nicht veröffentlicht. Grant gehörte zu den ersten Mitgliedern der 1842 gegründeten Philological Society of London. Zeit seines Lebens hatte er sich für andere Sprachen, wie Französisch, Italienisch und Deutsch interessiert. In den 1840er Jahren lernt er noch die niederländische Sprache.
Die vorlesungsfreie Zeit im Sommer und Herbst verbrachte Grant meist im Ausland. Häufig war er Gast der Sammlungen und Institutionen in Paris. 1831 verbrachte er dort einige Wochen gemeinsam mit Richard Owen und 1845 mit seinem indischen Schüler Soorjo Coomar Goodeve Chuckerbutty. 1846 hielt Grant sich mit Chuckerbutty in Berlin auf und bereiste mit ihm im Folgejahr Deutschland. Oft war er in den Niederlanden und Belgien: 1844 in Brüssel und Antwerpen, 1848 in Leiden und Utrecht, 1849 an den belgischen Universitäten in Gent, Brüssel, Löwen und Lüttich und 1850 erneut in Holland.
1847 wurde Grant zum Dean der medizinischen Fakultät der Universität berufen. Von 1853 bis 1857 war er Swiney–Dozent (begründet von George Swiney (1786?–1844)) für Geologie am British Museum.
Robert Edmond Grant starb 1874 nach einer zweiwöchigen Krankheit und wurde auf dem Highgate Cemetery in London beerdigt. Er war nicht verheiratet und hinterließ seine umfangreiche Bibliothek und seine Privatsammlungen der Universität London.

## Ehrungen
John Fleming benannte 1828 Robert Edmond Grant zu Ehren die Gattung der Kalkschwämme Grantia.
Grant war unter anderem Ehrenmitglied folgender Gesellschaften:
- Royal Zoological Society of Irland
- Société de Statistique de Paris
- Medical Society of London
- British Medical Association
- Literary and Philosophical Society of Leeds
- Plinian Society  in Edinburgh
- Northern Institution of Inverness

## Schriften (Auswahl)

### Bücher
- Dissertatio physiologica inauguralis, de circuitu sanguinis in foetu. Ballantyne, Edinburgh 1814.
- An essay on the animal kingdom being an introductory lecture delivered in the University of London, on the 23rd of October, 1828. J. Taylor, London 1828; 2. Auflage 1829
- Outline of a course of lectures on the structure and classification of animals, to be delivered to the members of the Zoological Society of London, in their museum, to commence on Tuesday the 15th of January, 1833, and to continue on the succeeding Tuesdays and Thursdays, at half-past seven o’clock p.m. Mills, Jowett & Mills, London 1833
- Lectures on Comparative Anatomy. London 1834; digitalisierte Fassung
- On the study of medicine: being an introductory address delivered at the opening of the medical school of the University of London, October 1st, 1833. Taylor, London 1833
- On the present state of the medical profession in England; being the annual oration delivered before the members of the British Medical Association, on 21st October 1841. H. Renshaw, London 814
- Outlines of comparative anatomy: Designed to Serve as an Introduction to Animal Physiology, and to the Principles of Classification in Zoology. H. Bailliere, 1841; digitalisierte Fassung; –deutsche Übersetzung von Carl Christian Schmidt: Umrisse der vergleichenden Anatomie. O. Wigand, Leipzig 1842

### Zeitschriftenbeiträge
- Observations and experiments on the structure and functions of the sponge. In: The Edinburgh Philosophical Journal. Band 13, S. 94–107, S. 333–346
- On the structure and nature of the Spongilla friabilis. In: The Edinburgh Philosophical Journal Band 14, 1826, S. 270–284
- Observations and experiments on the structure and functions of the sponge. In: The Edinburgh Philosophical Journal. Band 14, S. 113–124, S. 336–341
- Notice regarding the ova of the Pontobdella muricata, Lam. in: The Edinburgh Journal of Science Band 7, 1827, S. 160–161 – mit Unterstützung von Charles Darwin
- Baron Cuvier. In: Foreign Review and Continental Miscellany. Band 5, 1830, S. 342–380 – anonym veröffentlicht
- On the structure and history of the mastodontoid animals of North America. In: Proceedings of the Geological Society. Band 3, 1842, S. 770–771

## Nachweise

## Weiterführende Literatur
- P. Helveg Jesperson: Charles Darwin and Dr Grant. In: Lychnos. Band 1, 1949, S. 159–167.